# Jos Sweron
Jos Sweron (8 marzo 1966) è un ex giocatore di calcio a 5 belga.

## Carriera
Con la nazionale maschile di calcio a 5 del Belgio ha disputato il FIFA Futsal World Championship 1992 nel quale i diavoli rossi sono stati eliminati al secondo turno nel girone comprendente Spagna, Iran e Polonia. In totale, Sweron ha disputato 36 incontri con la nazionale, realizzando 13 reti.